# Banda Larga Cordel
Banda Larga Cordel é um álbum de estúdio do cantor baiano Gilberto Gil. Foi lançado em junho de 2008, sendo o primeiro álbum de inéditas desde "Quanta" de 1997.

## Faixas
1. "Despedida de Solteira" - 04:18
2. "Os Pais" - 3:56
3. "Não Grude Não" - 4:08
4. "Formosa" - 3:14
5. "Samba de Los Angeles" - 3:33
6. "La Renaissance Africaine" - 4:03
7. "Olho Mágico" - 3:27
8. "Não Tenho Medo da Morte" - 4:00
9. "Amor de Carnaval" - 3:07
10. "Gueixa no Tatame" - 3:19
11. "A Faca e o Queijo" - 4:12
12. "Outros Viram" - 3:24
13. "Canô" - 4:14
14. "Máquina de Ritmo" - 06:50
15. "Banda Larga Cordel" - 6:12
16. "O Oco do Mundo" - 04:52